# 샘표식품
샘표식품 주식회사(Sempio Foods Company)는 대한민국의 식품 제조 기업으로 해방 이듬해인 1946년 창립 이래 전통식품인 간장, 된장, 고추장 등을 중심으로 통조림, 차류, 면류, 소스 등을 생산, 판매하고 있다. 본사는 서울특별시 중구 충무로 2 (필동1가, 매일경제신문사위치한에 있다.

## 역사
1946년 창업주인 박규회가 충무로 대한극장 맞은편에 위치한 삼지장유 양조장을 인수해서 샘표식품을 창립했으며, 1954년 식품 브랜드 샘표를 처음 특허청에 상표 등록했다.

## 연혁

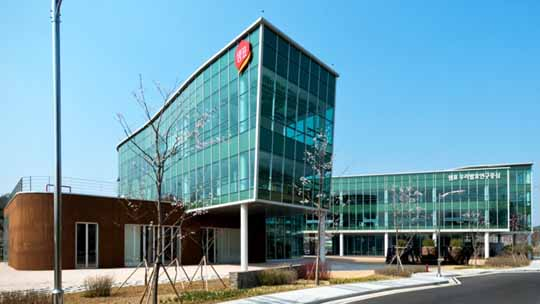
샘표 우리발효연구중심 (오송)

- 1946년 : 박규회 사장 충무로에 샘표식품 전신인 샘표장유 양조장 창립
- 1954년 : '샘표'상표 등록 (샘표는 국내에서 현존하는 가장 오래된 상표임)
- 1958년 : 국내 최초로 장류 전문 연구소 개설
- 1959년 : 도봉구 창동 제2공장 준공
- 1959년 : 샘표간장 첫 수출
- 1961년 : 국내 최초로 CM송 도입 (맛을 보고 맛을 아는 샘표간장~)
- 1971년 : 샘표식품공업 사명 변경
- 1971년 : 철탑 산업 훈장 수훈
- 1973년 : 조치원식품 설립 (과일 통조림 생산)
- 1976년 : 양포식품 설립 (수산물 가공 통조림 생산)
- 1980년 : 박승복 사장 취임
- 1986년 : 이천공장 준공 및 가동
- 1987년 : 콘티넨탈인다스트리가 개발을 한 순식물성 비누 GP-100 판매계약제휴
- 1987년 : 양조간장 500 출시
- 1989년 : 제12회 국제식품교역전 식음부문에서 대상 수상
- 1989년 : 양조간장 501 출시
- 1996년 : 석탑산업훈장 수훈
- 1997년 : 박진선 사장 취임
- 1998년 : ISO 9001 인증
- 2000년 : ISO 14001인증, 미국 LA에 샘표 미국법인 설립
- 2006년 : 샘표 NEW CI 선포
- 2009년 : 제 46회 무역의 날에 1천만 불 수출탑 수상
- 2011년 : 장류업계 최초 SQF2000 획득
- 2011년 : 샘표식품 창립65주년 이천공장에 아트 팩토리 프로젝트 D-Factory 공개
- 2016년 : 지주회사 체제에 따라 (신)샘표식품주식회사를 분할하고 남은 법인은 샘표주식회사로 존치

## 샘표 CI 소개

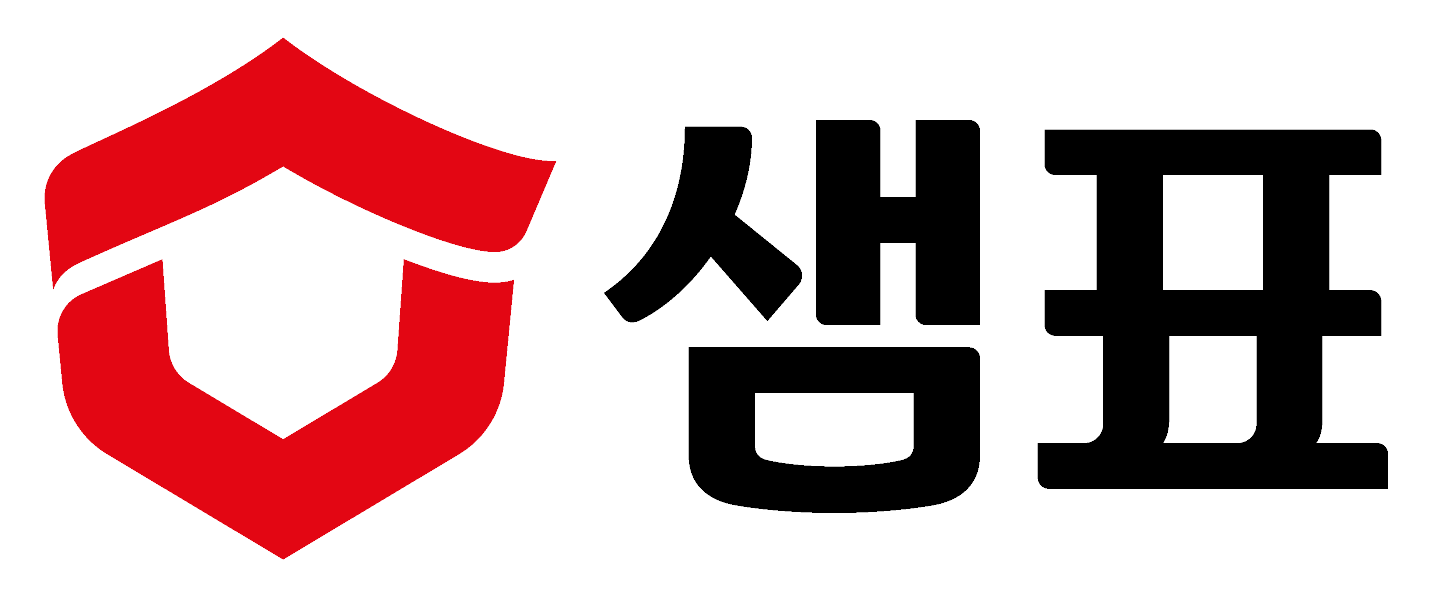
샘표 CI

### 샘표의 상징적 의미
- 샘표식품은 간장 이름을 <샘표>로 정하고 <샘표> 상표를 제정하여 이를 특허청에 출원, <등록번호 제362호>를 받아 절차를 마쳤다. 이것이 1954년 5월 11일의 일이었다. -샘표 사사에 의한 기록 (상표등록 제 362호 / 1954.05.11)

### 샘표 상표의 상징적 의미
- 육각형태의 심벌마크는 샘표만의 전통과 철학을 계승 발전하여 70년간의 과정이 보여지도록 의도되었다. 한국 전통가옥의 처마를 형상화하여 우리 음식문화 유산으로써의 이미지를 상징하고 있으며, 사람의 얼굴을 형상화하여 맛있고 건강한 제품만을 고집하는 샘표의 인류중심적 철학을 담고 있다. 샘표의 새로운 심벌은 제대로 된 우리맛으로 세계인을 즐겁게 하는 샘표의 철학이며 우리 음식문화의 소중한 가치다.

## 경영이념
- <전통> 샘표는 우리 전통의 깊은 맛을 연구한다.
- <먹거리> 맛있으며, 건강한 먹거리를 만들기 위해 노력한다.
- <음식문화> 새로운 음식문화 창조를 위해 노력하는 식품전문기업이다.
- 샘표는 콩 한 알 한 알 세심하게 고르는 정성과 70년의 축적된 기술력으로 고객님과 함께 풍요로운 식탁을 차리는 회사다.
- 한국에서 가장 오래 사랑 받아온 식품 브랜드 샘표는 한결같은 마음으로 국내 소비자뿐 아니라 전 세계인에게 우리 맛과 음식문화를 전하는 우리 맛 대표 회사가 되기 위해 노력하고 있다.

## 주요 생산 브랜드

### 장류
- 샘표는 1946년 창립 초기부터 간장, 된장, 고추장, 쌈장 등을 만들어왔다. 국내 최고(最古) 상표인 ‘샘표’의 브랜드 파워, 국내 최초 장류 전문 연구실 설립, 간장공장으로 세계 최대 규모 이천공장 준공, 국내 최초 재래식 간장, 된장의 산업화, 국내 최초 장류 전부문 HACCP(식품위생우수식품) 지정 등 품질과 기술력에서 한국의 장류업계를 선도하고 있다.
- 간장 – 양조간장 501, 양조간장 701, 맛간장 조림∙볶음용, 맑은조선간장, 맛있는 저염간장 미네랄 플러스, 참숯으로 두 번 거른 깔끔한 양조간장, 국산콩 간장, 유기농 자연콩간장, 유기농 양조간장, 진간장 금F-3, 진간장 금S, 진간장S, 국간장, 참숯으로 두 번 거른 맑은 국간장, 조림간장, 향신간장 국∙전골용, 향신간장 조림∙찜∙볶음용
- 연두 – 연두, 연두 순, 연두 우리콩, 연두 청양초
- 국시장국 – 가쓰오 국물 국시장국, 멸치다시마 국물 국시장국, 메밀소바소스 국시장국
- 된장∙고추장∙쌈장 – 숨쉬는 콩된장 구수한 맛, 숨쉬는 재래식 된장, 토굴된장, 샘표된장, 국산 태양초 쌀고추장, 태양초 우리쌀고추장, 찐보리와 콩으로 야채맛 살리는 쌈장, 청양고추와 홍고추로 고기맛 살리는 쌈장, 토굴숙성된장으로 장맛살린 토굴 쌈장, 양념이 맛있는 쌈장, 매콤한 쌈장

### 조미식품
- 소금, 식초, 물엿 등 음식의 제 맛을 살려주는 조미식품을 판매하고 있다. 철저한 품질관리를 통해 안전하고 깨끗한 먹거리를 만드는 데 주력하고 있으며, 소비자들의 입맛에 맞는 제품을 개발하기 위해 새로운 식품 품목을 지속적으로 개척하고 있다.
- 백년동안 – 흑초 산수유∙석류, 흑초 산머루∙복분자, 흑초 블랙베리∙블루베리, 흑초 1/2 산수유∙석류, 흑초 1/2 산머루∙복분자, 흑초 1/2 블랙베리∙블루베리, 흑초 기운 솟을 기, 흑초 생기 넘치는 미, 흑초 편하게 비우는 공, 순 발효흑초 원액 100%, 흑초 산수유∙석류(파우치)
- 요리용 흑초 – 바로 만드는 피클용 흑초, 바로 만드는 초절임용 흑초, 바로 만드는 피클용 흑초(파우치), 바로 만드는 초절임용 흑초 (파우치)
- 소금∙식초∙물엿 – 신안바다 천일염, 소금요정 꽃소금, 신안바다 꽃소금, 미네랄밸런스 소금, 맥아 물엿, 합성향 없는 양조식초, 합성향 없는 현미식초, 합성향 없는 사과식초

### 가공식품
- 국수, 차, 농수산물 통조림, 안주 등의 가공식품을 생산, 판매하고 있다. 다양한 소비자의 트랜드에 부응하기 위해 유기농 보리로 만든 ‘순작 유기농보리차’, ‘바로먹는 양념통조림’의 즉석반찬, 안주&스낵 브랜드인 Ziller을 선보이며, 조리가 간편하면서도 건강한 제품을 개발하는 데 중점을 두고 있다.
- 한식양념 – 옛고구려 맥적구이 양념, 송추계곡 닭 볶음탕 양념, 남한산성 누룽지닭백숙 재료, 인사동 궁중갈비찜 양념, 춘천 닭갈비 양념, 안동찜닭 양념, 부산자갈치 고등어조림 양념, 대구 매운갈비찜 양념, 제주 갈치조림 양념, 남원 전골식불고기 양념, 무교동 오징어낙지볶음 소스, 마포 고추장주물럭 양념, 낙원동 돼지갈비찜 양념
- 순작 – 우리아이를 위한 청정무주 반디보리차, 우리아이도 좋아하는 결명자차, 우리아이 총명차, 한알 한알 씻어 더욱 깨끗한 유기농 보리차, 한알 한알 씻어 더욱 깨끗한 유기농 고소한 메밀차, 유기농 아기보리차, 유기농 옥수수차, 유기농 옥수수 수염차, 유기농 통알곡 보리차, 유기농 통알곡 옥수수차, 유기농 통알곡 결명자차, 유기농 고소한 메밀차(머그잔용 티백차), 유기농 옥수수 수염차(머그잔용 티백차)
- Ziller – 부드러운 육포, 갈릭 바비큐 육포, 크레이지 핫 육포, 순수 육포, 직화 육포
- 티아시아 키친 – 비프 마실라 커리, 치킨 마크니 커리, 게살 푸팟풍 커리, 스파이시 비프 마살라 커리
- 국수 – 쌀소면 콩국수, 밀가루를 전혀 사용하지 않은 쌀소면, 진공에서 반죽하여 더욱 쫄깃한 소면, 속까지 천천히 잘 말려 더욱 부드러운 소면, 속까지 천천히 잘 말려 더욱 부드러운 중면, 비빔국수, 바지락 칼국수, 잔치국수, 수타 짜장, 삼선 짬뽕
- 통조림 – 우리엄마 우엉조림, 우리엄마 연근조림, 우리엄마 쇠고기 장조림, 우리엄마 메추리알 장조림, 우리엄마 돼지고기 장조림, 우리엄마 닭가슴살 데리야끼, 우리엄마 멸치조림, 우리엄마 콩자반, 우리엄마 매콤한 깻잎, 우리엄마 깨끗한 깻잎, 김치찌개용 꽁치, 조림용 고등어, 샘표 고등어, 샘표 꽁치, 샘표 골뱅이, 바로먹는 김치꽁치조림, 바로먹는 꽁치 풋고추 조림, 바로먹는 고등어 무조림, 샘표 황도, 샘표 백도

### 소스류
- 70여년 축적된 기술력과 샘표의 전문 연구진이 세계인들의 입맛에 맞는 소스 사업 분야를 개척하고 있다. ‘fontana’란 개별 브랜드로 선보인 소스, 드레싱류 제품들은 변화하는 신세대 주부들의 취향에 부합하는 프리미엄 제품들로 우리 맛의 수준을 높이고 있다.

## 주요 수상 경력
- 1971. 4. 철탑산업훈장 (정부)
- 1976. 12. 10대 우수기업체 선정 (한국 생산성본부)
- 1981. 3. 산업포장 (정부)
- 1989. 9. 국민훈장 목련장 (정부)
- 1989. 10. 제12회 국제식품교역전 식음료부문 대상
- 1996. 5. 석탑산업훈장 (정부)
- 2000. 3. 금탑산업훈장 (정부)
- 2000. 7. 2000 품질경쟁력 우수 50대 기업 선정 (산업자원부)
- 2000. 12. 좋은기업 대상 장류부문 (여성신문사)
- 2002. 3. 양조간장 501S, 한국산업의 브랜드파워 1위 선정 (한국능률협회)
- 2002. 10. 대한적십자사 포장증 (대한적십자사)
- 2002. 12. 이천공장, 식품안전경영대상 최우수상 (한국능률협회)
- 2002. 12. 박승복 회장, 식품안전경영대상 최고경영자상 대상 (한국능률협회)
- 2003. 6. 서울세계음식박람회 금상 (한국조리사회중앙회)
- 2003. 12. 한국복지재단을 빛낸 55인 선정 (한국복지재단)
- 2004. 12. 환경 소비자대상 수상 (한국경제신문사)
- 2004. 12. 박승복 회장, 올해의 가장 존경받는 기업인상 (한국경영인협회)
- 2005. 7. 여성친화기업 표창 (여성가족부)
- 2005. 12. 식음료 간장부문, 환경소비자대상 (한국경제신문사), 2년 연속
- 2005. 3. 박승복 회장, 한국의 경영자상 (한국능률협회)
- 2005. 4. 공정거래 위원장 표창 (공정거래위원회)
- 2005. 6. 박진선 사장, 국가환경친화경영대상 대통령표창 (산업자원부)
- 2005. 7. 제10회 여성주간 여성가족부장관 표창 (여성가족부)
- 2008. 5. 박승복 회장, 국민훈장모란장 (정부)
- 2008. 12. 가장 신뢰받는 기업 선정 (한국경영인협회)
- 2009. 11. 제46회 무역의 날 1천만불 수출탑 (정부)
- 2010. 3. 경제정의기업상 (경실련)
- 2011. 2. 제7회 투명경영대상 우수상 수상 (경제 5단체)
- 2011. 12. 간장, 백년동안 세계 일류상품 선정
- 2012. 1. 수출용 갈비소스, ‘핀업 디자인 어워즈’ 본상 (한국산업디자이너협회)
- 2016. 2. 한국장류협동조합으로부터 ‘품질혁신상' 수상
- 2017. 05. 올해의 중견기업 대상 ‘장수기업 대상’ 수상

## 사회 공헌
샘표에서 하는 사회 공헌은 다음과 같다.
- 우리 음식문화를 지킨다 – ‘자라나는 아이들에게 우리 된장을 먹입시다’라는 슬로건으로 아이들에게 건강한 우리 전통장과 전통음식문화를 알리는 ‘샘표 아이장 캠페인’을 펼쳐 나가고 있다. 식문화체험공간 ‘지미원’을 통해 우리 맛과 즐거움을 전파하고 있으며, 해외에서는 북경대 요리교실을 매년 진행하여 음식한류에 앞장서고 있다. 또한, 스페인 알리시아(Alicia)연구소와 우리장 연구, 세계 최고 쉐프들이 각자 자신의 요리법을 소개하는 마드리드 퓨전 행사 참가 등을 통해 우리음식문화를 전 세계로 소개하는 다양한 활동을 진행하고 있다.
- 우리 문화예술을 사랑한다 – 샘표 이천공장에는 늘 새로운 신진작가의 작품전시를 만날 수 있는 문화갤러리 샘표스페이스가 있다. 또한 공장외벽을 작가의 그림으로 그린 아트팩토리 프로젝트를 통해 전 세계에서 가장 큰 미술작품을 만날 수 있다. 매년 국악사랑해설음악회를 개최하는 것을 물론 우리 전통음악 뮤지션을 후원하는 국악 사랑 활동도 끊임없이 이어가고 있다. 이 외에도 다양한 아티스트와의 연구소 인테리어 공동작업, 패키지 공동작업 등 아티스트와의 창의적이고 실험적인 시도를 계속해 나가고 있다.
- 우리 이웃에 늘 감사한다 – 결식아동, 독거어르신, 재가장애인, 무료급식소, 지역아동센터 등 제품이 필요한 곳에 나눔을 실천한다. 또한 매년 유니세프, 대한적십자사 등과 함께 후원활동을 지속해나가고 있다.
- 우리 미래, 자연을 생각한다 – 샘표간장은 친환경 자연에너지로 맛있게 태어난다. 뜨거운 태양열을 이용하여 콩을 찌고, 땅의 열을 이용한 깨끗한 물로 간장을 만든다. 이러한 태양열 에너지 사용 효과는 매년 18,800그루의 소나무를 심는 것과 같은 똑같은 효과가 있다. 이 외에도 철저한 실시간 측정 시스템을 통해 공기오염을 막고, 장류업계 최초 탄소성적 인증표지 획득을 통해 저탄소 녹색성장을 실천, 녹색환경을 지켜나가는데 앞장서고있다.

## 본사 및 사업장
- 본사: 서울특별시 중구 충무로2 매일경제 별관 5~10층 샘표식품(주)
- 식문화연구소: 서울특별시 중구 충무로2 매일경제 별관 10층 샘표식품(주) 식문화연구소 지미원
- 오송R&D연구소: 충청북도 청주시 흥덕구 오송읍 오송생명4로 183 샘표식품 우리발효연구중심
- 이천공장: 경기도 이천시 호법면 이섭대천로 58 샘표식품(주) 이천공장
- 영동공장: 충청북도 영동군 용산면 용심로 892 샘표식품(주) 영동공장
- 세종조치원공장: 세종특별자치시 연서면 당산로 495-20 샘표식품(주) 조치원공장